# نمش‌بود
نِمِش‌بود (به مجاری:  Nemesbőd) یک منطقهٔ مسکونی در مجارستان است که در واش واقع شده‌است. نمش‌بود ۹٫۱۴ کیلومتر مربع مساحت و ۶۳۸ نفر جمعیت دارد.